# ГЕС Нам-У 1
ГЕС Нам-У 1 — гідроелектростанція, що споруджується у північному-західній частині Лаосу. Розташована після ГЕС Нам-У 2 та становить нижній ступінь каскаду на річці Нам-У, великій лівій притоці Меконгу (впадає до Південно-Китайського моря на узбережжі В'єтнаму). 
В межах проекту річку перекриють бетонною греблею висотою 52,5 метра, яка утримуватиме витягнуте по долині річки на 35 км водосховище з площею поверхні 9,6 км2 та об'ємом 89 млн. м³. У ньому відбуватиметься коливання рівня поверхні в операційному режимі між позначками 305 та 307 метрів НРМ, чому відповідатиме корисний об'єм у 22 млн. м³. Такий незначний діапазон дозволятиме здійснювати регулювання лише в добовому режимі, тоді як накопичення ресурсу відбуватиметься у трьох верхніх водосховищах каскаду (станції 5, 6 та 7). 
При потужності у 180 МВт ГЕС повинна виробляти 710 млн. кВт-год електроенергії на рік.
Роботи за проектом почались у 2016 році, а введення станції в експлуатацію заплановане на 2020-й. Каскад споруджує спільне підприємство китайської Synohydro (85%) та місцевої державної Electricite Du Laos (15%). За умовами угоди, після 29 років експлуатації китайський інвестор передасть об'єкт у повну власність Лаосу.